# Парламентские выборы в Грузии (2016)
Парламентские выборы в Грузии 2016 года (груз. საქართველოს საპარლამენტო არჩევნები (2016)) — парламентские выборы в 150-местный однопалатный Парламент Грузии, которые прошли 8 и 30 октября 2016 года.
На 12 августа 2016 года для участия в выборах зарегистрировались 37 партий. Всего желание участвовать в выборах выразили 64 партии.
Правящая коалиция «Грузинская мечта — Демократическая Грузия», возглавляемая премьер-министром страны Георгием Квирикашвили, настроена на переизбрание на второй срок.
Партии оппозиции «Единое национальное движение», «Наша Грузия — Свободные демократы» Ираклия Аласания, Лейбористская партия Грузии, «Объединенное демократическое движение» во главе с Нино Бурджанадзе, «Альянс патриотов» Ирмы Инашвили, блок «Государство для народа» оперного певца Пааты Бурчуладзе, а также ряд других.

## Опросы
Согласно социологическому исследованию Международного республиканского института в марте 2016 года рейтинг коалиции «Грузинская мечта» снизился с 54 % до 36 %. На втором месте была партия «Единое национальное движение» с 15 %, на третьем месте — «Наша Грузия — Свободные демократы» с 10 %, на четвёртом месте — Лейбористская партия Грузии с 6 %. Пятое место разделили «Объединенное демократическое движение» и «Альянс патриотов» — по 5,5 %. В апреле, согласно исследованию IRI, «Грузинскую мечту» поддерживали 20 %, «Национальное движение» 19 %, «Свободных демократов» 13 %, «Лейбористскую партию» 8 %, «Альянс патриотов» 4 %, «Объединенное демократическое движение» 3 %. В мае, согласно опросу NDI, «ближе всего по взглядам» для опрошенных оказались «Грузинская мечта» (21 %) и «Единое Национальное движение» (13 %). Далее расположились «Наша Грузия — свободные демократы» 5 %, Лейбористская партия (3 %) и «Альянс патриотов Грузии» (3 %).
В июне 2016 года, согласно опросу исследовательской компании GFK, проведённого по заказу телекомпании «Рустави-2», у коалиции «Грузинская мечта» было 21,7 %, у партии «Единое национальное движение» — 28,2 %. Далее расположились «Государство для народа» (7,8 %). Далее следуют «Свободные демократы» (6,2 %), Лейбористская партия Грузии (2,8 %), «Альянс патриотов» (2,2 %), «Демократическое движение» (1,6 %), Республиканская партия Грузии (0,6 %), «Новая Грузия» (0,5 %), «Новый политический центр — Гирчи» (0,3 %), «Путь Грузии» и «Свободная Грузия» (по 0,2 %).
В опросе NDI, проводившемся в рамках исследования «Общественное настроение в Грузии» с 8 июня по 8 июля, за партию «Грузинская мечта — Демократическая Грузия» готовы проголосовать 17 % населения, за оппозиционную партию «Единое национальное движение» — 13 %, за «Государство для народа» 4 %, за «Альянс патриотов» 3 %, за все остальные партии — также 3 %. Среди тех, кто определился с выбором, 32 % готовы голосовать за партию «Грузинская мечта — Демократическая Грузия», 26 % за партию «Единое национальное движение», 7 % за «Альянс патриотов», 6 % за «Государство для народа».
По данным опроса американской компании JPM Strategic Solutions, опубликованного 3 сентября 2016 года, на вопрос «За кого вы проголосуете, если завтра состоятся выборы?» не смогли ответить 34 % респондентов. На первом месте в опросе партия «Грузинская мечта — Демократическая Грузия» (32 %), на втором месте «Единое национальное движение» (16 %), третье-четвёртое места делят «Свободные демократы» и Лейбористская партия — по 4 %. На пятом месте «Государство для народа» с 3 %. По 2 % набрали «Демократическое движение» и «Альянс патриотов». Намерены пойти на выборы 58 % опрошенных.
Согласно опросу компании GFK, опубликованному 02 октября 2016 года, проходной барьер на парламентских выборах смогут преодолеть лишь две партии: оппозиционное «Единое национальное движение» (26 %) и «Грузинская мечта — демократическая Грузия» (25,4 %). У Лейбористской партии Грузии 3,8 %, далее идут Свободные демократы с 3,6 %, «Государство для народа» с 2,6 %. «Альянс патриотов» и блок «Демократическое движение» набирают по 1,5 %.
| Дата                         | Кто проводил опрос                                              | ГМДГ             | ЕНД                                                      | СД   | ЛПГ  | АПГ  | ХДД           | ДДЕГ | Гирчи         | РПГ  | ГРН | Другие | Лидерство % |  |      |  |     |
| ---------------------------- | --------------------------------------------------------------- | ---------------- | -------------------------------------------------------- | ---- | ---- | ---- | ------------- | ---- | ------------- | ---- | --- | ------ | ----------- |  | ---- |  | --- |
| Дата                         | Кто проводил опрос                                              | March-April 2016 | IRI Архивная копия от 20 октября 2016 на Wayback Machine | 21 % | 18 % | 10 % | 7 %           | 3 %  | Вместе с ДДЕГ | 3 %  |     | Другие | Лидерство % |  | 12 % |  | 3 % |
| 1-3 April 2016               | GHN                                                             | 33 %             | 30 %                                                     | 8 %  |      | 10 % | 11 %          |      | Вместе с ДДЕГ | 8 %  |     |        | 3 %         |  |      |  |     |
| 23 February-14 March 2016    | NDI (недоступная ссылка)                                        | 29 %             | 27 %                                                     | 10 % | 6 %  | 5 %  | <3 %          | <3 % | Вместе с ДДЕГ | <3 % |     | 5 %    | 2 %         |  |      |  |     |
| 8-29 January 2016            | EPN Research Архивная копия от 28 марта 2016 на Wayback Machine | 31 %             | 20 %                                                     | 9 %  | 9 %  | 23 % | 7 %           |      | Вместе с ДДЕГ |      |     | 2 %    | 8 %         |  |      |  |     |
| 2015                         | GHN                                                             | 20 %             | 27 %                                                     | 33 % | 4 %  | 6 %  | 3 %           |      | Вместе с ДДЕГ |      |     | 2 %    | 6 %         |  |      |  |     |
| 17 November–17 December 2015 | Newposts Архивная копия от 7 февраля 2016 на Wayback Machine    | 21 %             | 34 %                                                     | 6 %  | 5 %  | 7 %  | 3 %           | 2 %  | Вместе с ДДЕГ |      |     | 4.1 %  | 13 %        |  |      |  |     |
| 17 November-7 December 2015  | NDI Архивная копия от 4 марта 2016 на Wayback Machine           | 31 %             | 21 %                                                     | 11 % | 7 %  | 5 %  | 4 %           |      | Вместе с ДДЕГ |      |     | 2 %    | 10 %        |  |      |  |     |
| November 2015                | EPF Архивная копия от 1 апреля 2016 на Wayback Machine          | 18 %             | 19 %                                                     | 19 % |      | 13 % |               |      |               | 10 % |     |        | Tied        |  |      |  |     |
| 8 August-10 September 2015   | NDI Архивная копия от 4 марта 2016 на Wayback Machine           | 26 %             | 30 %                                                     | 6 %  | 7 %  | 3 %  | Вместе с ДДЕГ | 6 %  | 3 %           |      |     |        | 6 %         |  |      |  |     |
| 27 March-19 April 2015       | NDI Архивная копия от 17 ноября 2015 на Wayback Machine         | 24 %             | 16 %                                                     | 9 %  | 5 %  | 6 %  | Вместе с ДДЕГ |      |               |      |     | 11 %   | 8 %         |  |      |  |     |
| 3-28 February 2015           | IRI Архивная копия от 29 июня 2016 на Wayback Machine           | 36 %             | 14 %                                                     | 10 % | 6 %  | 5 %  | Вместе с ДДЕГ | 5 %  |               |      |     | 1 %    | 12 %        |  |      |  |     |
| 23 July-7 August 2014        | NDI Архивная копия от 17 октября 2016 на Wayback Machine        | 46 %             | 15 %                                                     |      | 6 %  |      | Вместе с ДДЕГ |      |               |      |     | 16 %   | 30 %        |  |      |  |     |
| 15 June 2014                 | Local elections                                                 | 50 %             | 22 %                                                     |      | 3 %  | 4 %  | Вместе с ДДЕГ | 10 % |               |      |     | 3 %    | 32 %        |  |      |  |     |
| 26 March-18 April 2014       | NDI Архивная копия от 17 октября 2016 на Wayback Machine        | 46 %             | 16 %                                                     |      | 11 % |      | 13 %          |      | 7 %           |      |     |        | 30 %        |  |      |  |     |
| 13-27 November 2013          | NDI Архивная копия от 4 марта 2016 на Wayback Machine           | 65 %             | 15 %                                                     |      | 6 %  |      | 6 %           | 8 %  | 4 %           |      |     |        | 51 %        |  |      |  |     |
| 18 August–3 September 2013   | NDI Архивная копия от 4 марта 2016 на Wayback Machine           | 56 %             | 16 %                                                     |      | 7 %  |      | 7 %           | 12 % |               |      |     | 4 %    | 40 %        |  |      |  |     |
| 12-26 June 2013              | NDI Архивная копия от 4 марта 2016 на Wayback Machine           | 55 %             | 13 %                                                     |      |      |      |               |      |               |      |     | 22 %   | 32 %        |  |      |  |     |
| 13-27 March 2013             | NDI Архивная копия от 4 марта 2016 на Wayback Machine           | 63 %             | 13 %                                                     |      |      |      |               |      |               |      |     | 15 %   | 48 %        |  |      |  |     |
| 14-25 November 2012          | NDI Архивная копия от 4 марта 2016 на Wayback Machine           | 66 %             | 13 %                                                     |      |      |      | 10 %          |      |               |      |     | 7 %    | 53 %        |  |      |  |     |
| 1 October 2012               | Parliamentary elections                                         | 53 %             | 40 %                                                     |      | 2 %  |      | 2 %           |      |               |      |     | 1 %    | 13 %        |  |      |  |     |

## Предварительные результаты
На парламентских выборах в Грузии экзит-поллы проводили две зарубежные компании — GFK по заказу телекомпании «Рустави 2» и TNS (принадлежит «ВЦИОМ-медиа») по заказу 4 телекомпаний — Общественного вещателя, «Маэстро», GDS и «Имеди».
По данным ЦИК Грузии в парламентских выборах 8 октября 2016 года приняли участие 1 814 276 избирателей, что составляет 51,63 % от количества избирателей Грузии.
По данным после подсчёта 82,55 % голосов, в парламент Грузии могут пройти три партии: «Грузинская мечта», «Единое национальное движение» (ЕНД) и партия «Альянс патриотов», сообщается на сайте ЦИК Грузии.
«Грузинская мечта» набирает 49,26 % (713 296 голосов избирателей), «Единое национальное движение» — 26,46 % (383 53 голоса избирателей) и «Альянс патриотов» — 5 % (72 412 голосов).
По итогам голосования по единому округу «Грузинская мечта» получает 46 мест в парламенте, «Единое национальное движение» — 26 мандатов, «Альянс патриотов» — 5 кресел.
По итогам голосования по одномандатным округах, в 22 округах «Грузинская мечта» побеждает уже в первом туре, в 51 из 73 округах будет проводиться второй тур, где будут участвовать 50 кандидатов от «Грузинской мечты», 45 человек от «Единого национального движения», 3 независимых кандидата, 2 кандидата от «Свободных демократов» и 1 кандидат от Промышленной партии.
| Партия                                        | Голосов   | %      | Мест | +/- |
| --------------------------------------------- | --------- | ------ | ---- | --- |
| Грузинская мечта                              | 856,529   | 48.67  | 115  | +28 |
| Единое национальное движение                  | 477,143   | 27.11  | 27   | -38 |
| Альянс патриотов Грузии                       | 88,109    | 5.01   | 6    | +6  |
| Свободные демократы                           | 81,368    | 4.62   | 0    |     |
| Демократическое движение-Единая Грузия        | 62,178    | 3.53   | 0    |     |
| Государство для народа Партия Трудящихся      | 60,713    | 3.45   | 0    |     |
| Лейбористская партия Грузии                   | 55,207    | 3.14   | 0    |     |
| Республиканская партия Грузии                 | 27,308    | 1.55   | 0    |     |
| Промышленность спасёт Грузию — Our Fatherland | 13,813    | 0.78   | 1    |     |
| Национальный форум                            | 12,806    | 0.73   | 0    |     |
| Грузия для мира                               | 3,824     | 0.22   | 0    |     |
| Грузинская идея                               | 2,932     | 0.17   | 0    |     |
| Тамаз Мехиаури за Единую Грузию               | 2,805     | 0.16   | 0    |     |
| Грузинская тропа                              | 2,224     | 0.13   | 0    |     |
| Коммунистическая партия Грузии                | 1,773     | 0.10   | 0    |     |
| Наш народ, народная партия                    | 1,595     | 0.09   | 0    |     |
| Движение-Грузии                               | 1,546     | 0.09   | 0    |     |
| Дорога Звиада                                 | 1,505     | 0.09   | 0    |     |
| Единая коммунистическая партия Грузии         | 1,469     | 0.08   | 0    |     |
| Прогрессивно-демократическое движение         | 1,066     | 0.06   | 0    |     |
| Общество Мераба Коставы                       | 996       | 0.06   | 0    |     |
| Народная власть                               | 810       | 0.05   | 0    |     |
| Наша Грузия                                   | 801       | 0.05   | 0    |     |
| Левый альянс                                  | 737       | 0.04   | 0    |     |
| Трудовая социалистическая партия              | 680       | 0.04   | 0    |     |
| Независимые одномандатники                    |           |        | 1    |     |
| Недействительные/незаполненные голоса         | 65,422    | 3.58   | -    | -   |
| Всего                                         | 1,814,276 | 100    | 150  | 0   |
| Зарегистрированные избиратели/явка            | 3,613,276 | 51,6 % | -    | -   |
| Источник: CEC (100 % голосов посчитано)       |           |        |      |     |

Результаты по мажоритарным округам- Грузинская мечта −70 , Промышленность спасёт Грузию-1 , Независимые-1

## Наблюдатели
9 октября объединённая миссия, состоящая из наблюдателей от БДИПЧ ОБСЕ, ПА ОБСЕ, ПАСЕ, ЕП и ПА НАТО, опубликовала предварительное заключение о парламентских выборах в Грузии. Миссия пришла к выводу о том, что выборы были конкурентными, хорошо организованными и прошли с соблюдением основных прав и свобод. Предвыборная кампания характеризовалась спокойной и открытой атмосферой, однако были зафиксированы случаи использования административного ресурса и несколько случаев насилия. Участие в выборах значительного числа наблюдателей как от гражданского общества, так и от партий, с одной стороны, повышало прозрачность процесса, а с другой, приводило к переполненности избирательных участков; также сообщалось о том, что некоторые наблюдатели вмешивались в работу избирательных комиссий.
Наблюдатели от Организации за демократию и экономическое развитие положительно оценили прошедшие парламентские выборы в Грузии, назвав их справедливыми и свободными, а избирательное законодательство достаточным для предотвращения фальсификаций.
Делегация Национального демократического института заявила о том, что подавляющее большинство избирателей, кандидатов и работников избирательных комиссий продемонстрировало приверженность демократии. Граждане могли голосовать свободно, и в большинстве случаев подсчёт голосов проходил спокойно и организованно. На некоторых избирательных участках подсчёт голосов был затруднён из-за беспорядков и насилия, однако это не повлияло на способность большинства грузин выразить свою волю посредством выборов. Делегация настаивает на том, что результаты выборов были подтверждены заслуживающими доверия наблюдателями путём параллельного подсчёта голосов и должны быть признаны всеми участвующими сторонами.